# 高背魮
高背魮（学名：Barbus altidorsalis）為輻鰭魚綱鯉形目鯉科魮屬的其中一個種。該物種於1908年由乔治·亚伯特·布兰洁描述，分布於非洲尚比亞三比西河上游流域，體長可達36公分。

## 扩展阅读
維基物種上的相關：高背魮